# Chione venosa
Chione es un género monotípico de plantas con flores perteneciente a la familia Rubiaceae. Su única especie: Chione venosa  (Sw.) Urb., es nativa de los Neotrópicos, desde México a Colombia y el Caribe.

## Descripción
Son árboles de 10 a 20 metros de altura. En hábitats difíciles, pueden ser arbustivos. No se le conocen usos económicos.

## Taxonomía
Algunos autores han asignado hasta 15 especies al género Chione, pero por lo general sólo tiene una especie reconocida. En 2003, dos especies fueron retiradas de Chione y colocadas en un nuevo género, Colleteria. El resto de las especies de Chione se combinaron en una sola especie, Chione venosa, con cuatro variedades.
El género Chione fue descrito por Augustin Pyramus de Candolle y publicado en Prodromus Systematis Naturalis Regni Vegetabilis 4: 461, en el año 1830.
La especie tipo fue llamada Chione glabra. ahora un sinónimo de Chione venosa var. venosa.

## Etimología
El nombre del género deriva de la palabra griega chion, que significa nieve.

## Variedades
- Chione venosa var. buxifolia (Dwyer & M.V.Hayden) David W.Taylor
- Chione venosa var. cubensis (A.Rich.) David W.Taylor
- Chione venosa var. mexicana (Standl.) David W.Taylor
- Chione venosa var. venosa

## Sinonimia
- Jacquinia venosa Sw.